# Metròpolis de Perrèbia
Metròpolis de Perrèbia (en grec antic Μητρόπολις) era una ciutat de Tessàlia al districte de Perrèbia, que Esteve de Bizanci anomena simplement "una ciutat de Tessàlia".
Aquesta Metròpolis sembla que és la que menciona Titus Livi en el seu relat de la campanya del rei selèucida Antíoc III el Gran l'any 191 aC, i diu que aquest rei va desembarcar a Demètries i va prendre Feres, després Crannon i immediatament després Cipera, Metròpolis i totes les fortaleses veïnes, a excepció d'Atrax i Girton, i després es va dirigir a Larisa.
Pel que explica Titus Livi s'ha deduït que la ciutat es trobava a la zona de Perrèbia, i s'ha identificat amb l'actual poblet de Kastri, prop d'Atrax, on s'ha trobat una inscripció amb el nom de Metròpolis (Μητροπολίτης).